# Kotouň
Kotouň je vesnice, část obce Oselce v okrese Plzeň-jih v Plzeňském kraji. Nachází se asi 1,5 kilometru severně od Oselec. Vedou tudy železniční trať Nepomuk–Blatná a silnice II/188. V roce 2011 zde trvale žilo 130 obyvatel.
Kotouň je také název katastrálního území o rozloze 3,85 km². Vesnice leží v geomorfologickém celku Blatenská pahorkatina a protéká jí potok Víska. Nachází se zde místní lidová knihovna a hasičská zbrojnice. Vesnicí prochází zelená turistická trasa začínající v Nepomuku a vedoucí přes Vrčeň, Liškov a Oselce.

## Název
Název se vyvíjel od varianty Chotun (1352–1399), Kotuna (1378), Kotun (1405), Chotim (1411), Kothun (1412), Kotaun (1617, 1790, 1840). Původní tvar Chotúň se přes Chotouň změnil na Kotúň a posléze na Kotouň.

## Historie
První písemná zmínka o vesnici pochází z roku 1352.

## Obyvatelstvo
| Rok            | 1869 | 1880 | 1890 | 1900 | 1910 | 1921 | 1930 | 1950 | 1961 | 1970 | 1980 | 1991 | 2001 | 2011 | 2021 |
| -------------- | ---- | ---- | ---- | ---- | ---- | ---- | ---- | ---- | ---- | ---- | ---- | ---- | ---- | ---- | ---- |
| Počet obyvatel | 424  | 383  | 376  | 380  | 401  | 355  | 412  | 285  | 306  | 237  | 201  | 140  | 126  | 130  | 127  |
| Počet domů     | 59   | 61   | 62   | 65   | 66   | 69   | 90   | 94   | 83   | 71   | 64   | 85   | 76   | 81   | 81   |

## Obecní správa
Při sčítání lidu v letech 1850–1879 Kotouň byla osadou obce Oselce v okrese Strakonice. V letech 1880–1963 byla samostatnou obcí, se kterým patřila nejprve do okresu Strakonice, ale v roce 1950 v okrese Horažďovice. Od roku 1964 je opět částí obce Oselce v okrese Plzeň-jih.

## Pamětihodnosti
- Farní kostel Narození Panny Marie byl postaven v letech 1703–1705 stavitelem Antoniem Di Maggi na místě původního vyhořelého kostelíka z roku 1475. Ve sklepení je rozsáhlá zachovalá kostnice založená Františkem Jiřím Janovským z Janovic (1660–1737) jako rodová hrobka rodu Boss-Waldeck. Kostel obklopuje hřbitov, s barokní zvonicí z roku 1696.
- Naproti kostelu stojí další kulturní památka – farní budova (čp. 1) z roku 1736. Jedná se o hodnotnou raně barokní budovu, s řadou dochovaných autentických detailů, významně dotvářející areál kostela.
- V Kotouni bývala tvrz, ta byla v 17. století přestavěna na sýpku.[10]